# Sergiu al II-lea de Neapole
Sergiu al II-lea a fost duce de Neapole între 870 și 877.
Sergiu a continuat tipul de politică promovat de tatăl, ducele Grigore al III-lea de Neapole, și bunicul său, Sergiu I. Astfel, a continuat să păstreze relații cordiale atât cu francii, cât și cu bizantinii, reușind să urmărească propriile interese ale ducatului de Neapole.
Pentru o scurtă perioadă, el a fost și prefect de Amalfi, vreme de 13 zile în anul 866, urmând prefectului Maurus.
În ianuarie 870, tatăl său s-a îmbolnăvit grav și l-a lăsat pe Sergiu singur la guvernarea ducatului, după care a murit în luna martie a aceluiași an. Se spune că Sergiu a transformat Napoli "într-un alt Palermo, într-o altă Africa", ca urmare a relațiilor sale amicale cu aghlabizii. Din acest motiv, el a constituit obiectul excomunicării pronunțate de către papa Ioan al VIII-lea. De asemenea, Sergiu a avut de întâminat și opoziția fratelui său, Athanasie al II-lea, episcop de Napoli, pe care l-a exilat la un moment dat pe o insulă. În cele din urmă, Sergiu a fost orbit și depus de către fratele său, care l-a trimis la Roma. Fiul său, Grigore al IV-lea i-a succedat în cele din urmă pe tronul ducal.